# DC漫畫
DC漫画公司（英語：DC Comics, Inc.）是一家美国漫画书出版社，它是隶属于華納兄弟探索旗下DC娱乐的出版事业单位。DC漫画公司是美国规模最大和资历最深的漫画出版社之一，其出版物中包括诸多极具文化特色和标志性的英雄人物，这其中包括：超人、蝙蝠侠、神奇女侠、绿灯侠、闪电侠、沼泽怪物、幽灵、原子侠、水行俠、鹰侠、火星猎人、超級少女、夜翼、绿箭侠、静电侠、星火、黑金丝雀、扎坦娜和钢骨。他们的大部分故事都发生在虚构世界DC宇宙内，这其中还包括正义联盟、美国正义协会、自杀小队、少年泰坦等组织和一些臭名昭著的反派人物，例如：小丑、莱克斯·卢瑟、达克赛德、丧钟、哈莉·奎茵、猫女、豹女、阿瑞斯、企鹅人、谜语人、拉斯·奥·古、稻草人、双面人、佐德将军、班恩、艾尔伯德·斯旺、塞尼斯托、毁灭日、黑亚当和魔神腦。
DC漫画公司也会发行一些和DC宇宙无关的作品，例如：守护者、V字仇杀队等。这些作品大部分会交给公司旗下的子品牌晕眩漫画出版。
DC漫画公司名称中的源自该公司漫画系列书《侦探漫画》（Detective Comics）的首字母缩写。该系列以蝙蝠侠的首次登场为特色，随后成为该公司名称的一部分。DC漫画公司办公室最初位于曼哈顿第四大道432号；随后迁往莱辛顿大道480号，后又搬迁至同大街的575号；此后DC漫画办公室又迁往过第三大道909号、洛克菲勒中心75号、第五大道666号和美洲大道1325号。现在DC漫画公司的总部位于纽约市曼哈顿中城百老汇大道1700号。但是在2013年10月，DC娱乐宣布其总部将在2015年4月从纽约市搬迁至加利福尼亚州的伯班克市。
DC漫画公司有两大主要分销商：兰登书屋负责将DC漫画公司的作品分销至各大书店市场；而钻石漫画发行公司则负责分销至专业的漫画书店市场。
根据2017年的数据显示，DC漫画公司与其主要的竞争对手漫威漫画共同占据美国漫画市场份额的70%。目前漫威漫画公司隶属于华特迪士尼公司，DC漫画母公司华纳兄弟娱乐公司的主要竞争对手。

## DC娱乐
2009年9月，華納兄弟影片宣布将成立DC娱乐，同时DC漫画将成为DC娱乐旗下的子公司；并且宣布原华纳首映总裁戴安娜·纳尔逊转任DC娱乐公司的总裁，而原DC漫画总裁兼发行人保罗·莱维茨则出任DC娱乐的特约编辑和总顾问。
2010年2月18日，DC娱乐任命吉姆·李与达恩·迪迪奥为DC漫画的联合出版人；任命杰夫·强斯为首席创意官；任命约翰·鲁德（John Rood）为分管销售、市场推广及商务合作的执行副总裁；任命帕特里克·卡尔登（Patrick Caldon）为分管财务与行政的执行副总裁。
DC娱乐授权萨维奇博士、闪灵侠等一些DC漫画英雄给《第一波》在2010年至2011年秋季以便推出新的漫画系列。

### 出典
1. ↑  Johnston, Rich. . Bleeding Cool. 2016-07-26  [2018-05-30]. （原始内容存档于2020-03-23）.
2. ↑  Melrose, Kevin. . Comic Book Resources. 2009-10-10  [2009-09-11]. （原始内容存档于2009-09-13）.
3. ↑  . 2017-05-05  [2018-05-30]. （原始内容存档于2017-05-13）.
4. ↑  . Dccomics.com. 2010-04-21  [2010-06-17]. （原始内容存档于2017-09-23）.
5. 1 2  DC Comics Inc. （页面存档备份，存于） Hoovers. Retrieved 2008-10-18.
6. ↑  .   [2018-05-30]. （原始内容存档于2017-08-02）.
7. ↑  .   [2018-05-30]. （原始内容存档于2017-06-30）.
8. ↑  Miller, John. . Comichron.   [2018-01-23]. （原始内容存档于2018-01-23）. Share of Overall Units—Marvel 38.30%, DC 33.93%; Share of Overall Dollars—Marvel 36.36%, DC 30.07%
9. ↑  Newsarama: Warner Bros. Creates DC ENTERTAINMENT To Maximize DC Brands （页面存档备份，存于）. Retrieved on 2009-09-09.
10. ↑  . Dcu.blog.dccomics.com. 2010-02-18  [2010-06-17]. （原始内容存档于2010-02-21）.
11. ↑  . Comic Book Resources. 2010-02-18  [2010-06-17]. （原始内容存档于2012-06-08）.

### 文献
- 润·古拉特（英语：Ron Goulart）. . 芝加哥: Contemporary Press. 1986. ISBN 0-8092-5045-4.
- 杰拉德·琼斯（英语：Gerard Jones）. . Basic Books. 2004. ISBN 0-465-03657-0.